# エリー・トライアングル

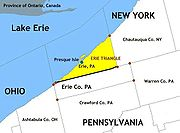
黒線は南側の境界線

エリー・トライアングル（Erie Triangle）は、植民地時代の主張で度々争われていたアメリカ合衆国の土地の一区域。最終的には合衆国連邦政府が獲得して、エリー湖上の淡水港にアクセスできるようにペンシルベニア州にこの土地を売った。エリー・トライアングルの土地は現在のエリー郡の大部分を占める。

## 歴史
ペンシルベニア北西部のほとんどは、イロコイ連邦と結ばれた1784年スタンウィックス砦条約の後にアングロ系アメリカ人の支配下となった。その翌年、ニューヨークとペンシルベニア間の境界紛争が起こった。ペンシルベニア住民代表のアンドリュー・エリコットと、ニューヨーク住民代表のジェイムス・クリントンとシメオン・デウィットが測量を実施した後に、ニューヨークの西端は、ペンシルベニア州エリーの沿岸の沖合にある小さな半島、ペンシルベニアのプレスクアイルの32km東に設定された。しかし、これによって引き取り手のない土地が残ってしまい、その土地は三角地帯（Triangle Land）として知られるようになった。
三角地帯はニューヨークとペンシルベニアのどちらの監督下にも入らない問題となり、同時にコネチカットとサチューセッツも、もともとの植民地の「全本土を海から海まで」と規定された払い下げ地に由来する所有権を主張した。
これら4つの係争していた要求者（ペンシルベニア、ニューヨーク、コネチカット、マサチューセッツ）のうち、ペンシルベニアだけが海に面していなかった。新しい連邦政府からの多少の圧力もあったために4つすべての州が彼らの主張をあきらめ、その後1792年、主張を変えてペンシルベニアに818.22km²の土地の最終的な権利を$151,640.25（1エーカーあたり75セント）で売った。イロコイ連邦六首長国は1789年1月、ペンシルベニアから$2,000、連邦政府から$1,200の支払いと引き換えに、ペンシルベニアに土地を手放した。セネカ・ネーションは1791年2月に単独でペンシルベニアに対する土地の主張を$800の金額で解決した。この五大湖へのアクセスによって、一方では恐らく現在のオハイオ州クリーブランド程度の西を見込まれていた境界よりも、かなり東に位置した西の境界線を受け入れることを、ペンシルベニアに納得させることができた。
エリー・トライアングルは、ペンシルベニア州の愛称「要石の州」の要石にくっついた「つまみ」や「割れ目」とよく表現される。エリー・トライアングルの海岸の沖合は、エリー湖の墓場として知られており、18世紀と19世紀に、この地域の嵐が引き起こした多くの難破船からこの名がついた。米英戦争中は、エリー湖の湖上戦に参加した両軍の前哨戦の場所でもあった。この戦闘自体は、オハイオ沿岸の沖合の湖の西端にあるエリー湖諸島で行われた。